# Triplophysa xingshanensis
Triplophysa xingshanensis är en fiskart som först beskrevs av Yang och Xie, 1983.  Triplophysa xingshanensis ingår i släktet Triplophysa och familjen grönlingsfiskar. Inga underarter finns listade i Catalogue of Life.